# Tina Čarman
Tina Čarman, slovenska atletinja, * 8. januar 1978, Kranj.
Čarmanova je za Slovenijo nastopila v skoku v daljino na Poletnih olimpijskih igrah 2004 v Atenah, kjer je v predtekmovanju osvojila 35. mesto